# Jozef Seman
Jozef Seman (* 14. dubna 1943) je bývalý slovenský fotbalový útočník. Žije v Prešově.

## Hráčská kariéra
V československé lize hrál za Tatran Prešov, vstřelil tři prvoligové branky. Debutoval ve středu 15. listopadu 1961 v Ostravě v zápase s domácím Baníkem (prohra 0:2). Naposled se v I. lize objevil v neděli 16. srpna 1964, kdy zasáhl do prešovského utkání s VSS Košice (výhra 2:0).

### Prvoligová bilance
| Ročník             | Zápasy | Góly | Minuty | Klub             |
| ------------------ | ------ | ---- | ------ | ---------------- |
| I. liga 1961/62    | 1      | 0    | 90     | TJ Tatran Prešov |
| I. liga 1962/63    | 11     | 1    | 819    | TJ Tatran Prešov |
| I. liga 1963/64    | 19     | 2    | 1 331  | TJ Tatran Prešov |
| I. liga 1964/65    | 1      | 0    | 64     | TJ Tatran Prešov |
| CELKEM I. ČS. LIGA | 32     | 3    | 2 304  |                  |